# Elecciones regionales de Chile de 2024
Las elecciones regionales de Chile de 2024 se realizaron el 26 y 27 de octubre de 2024, en conjunto con las elecciones de alcaldes y concejales. En esta ocasión fueron elegidos, mediante votación directa, los 16 gobernadores regionales y los 302 miembros de los dieciséis consejos regionales existentes en el país.
Fue la primera oportunidad en que los consejeros regionales fueron elegidos en conjunto con los alcaldes, concejales y gobernadores regionales; anteriormente los consejeros regionales eran elegidos en conjunto con las elecciones presidencial y parlamentarias. Por ello, el periodo de los consejeros regionales elegidos en 2021 durará poco menos de tres años, entre el 11 de marzo de 2022 y el 6 de enero de 2025.
En caso de que los partidos o coaliciones políticas realicen primarias legales para definir sus candidatos a gobernadores regionales, éstas se realizarán el vigésimo domingo anterior anterior al de la fecha de la elección —por lo que se realizarían el 9 de junio—, en conjunto con las eventuales primarias de alcaldes.
Los gobernadores regionales durarán cuatro años en su labor y pueden ser reelectos solo una vez. En el caso de que en una región ninguno de los candidatos obtenga el 40% de los votos válidamente emitidos, se procederá a una segunda vuelta entre las dos primeras mayorías el cuarto domingo siguiente al de la primera vuelta; en este caso, el balotaje se realizará el 24 de noviembre de 2024.

## División electoral
Los consejeros regionales se elegirán mediante circunscripciones provinciales. Cada provincia constituirá al menos una circunscripción. 5 provincias se subdividirán en más circunscripciones, existiendo en total 66 circunscripciones provinciales:
- La provincia de Valparaíso (Región de Valparaíso) se dividirá en dos circunscripciones provinciales: la primera constituida por las comunas de Puchuncaví, Quintero, Concón y Viña del Mar; y la segunda constituida por las comunas de Juan Fernández, Valparaíso y Casablanca.
- La provincia de Santiago (Región Metropolitana de Santiago) se dividirá en seis circunscripciones provinciales: la primera constituida por las comunas de Pudahuel, Quilicura, Conchalí, Huechuraba y Renca; la segunda constituida por las comunas de Independencia, Recoleta, Santiago, Quinta Normal, Cerro Navia y Lo Prado; la tercera constituida por las comunas de Maipú, Cerrillos y Estación Central; la cuarta constituida por las comunas de Ñuñoa, Providencia, Las Condes, Vitacura, Lo Barnechea y La Reina; la quinta constituida por las comunas de Peñalolén, La Granja, Macul, San Joaquín y La Florida; y la sexta constituida por las comunas de El Bosque, La Cisterna, San Ramón, Lo Espejo, Pedro Aguirre Cerda, San Miguel y La Pintana.[6]
- La provincia de Cachapoal (Región del Libertador General Bernardo O'Higgins) se dividirá en dos circunscripciones provinciales: la primera constituida por la comuna de Rancagua y la segunda constituida por las comunas de Mostazal, Graneros, Codegua, Machalí, Olivar, Doñihue, Coltauco, Las Cabras, Peumo, Coínco, Malloa, Quinta de Tilcoco, Rengo, Requínoa, Pichidegua y San Vicente.
- La provincia de Concepción (Región del Biobío) se dividirá en tres circunscripciones provinciales: la primera constituida por las comunas de Tomé, Penco, Hualpén y Talcahuano; la segunda constituida por las comunas de Chiguayante, Concepción y Florida; y la tercera constituida por las comunas de San Pedro de la Paz, Coronel, Lota, Hualqui y Santa Juana.
- La provincia de Cautín (Región de la Araucanía) se dividirá en dos circunscripciones provinciales: la primera constituida por las comunas de Temuco y Padre Las Casas; y la segunda constituida por las comunas de Galvarino, Lautaro, Perquenco, Vilcún, Melipeuco, Carahue, Cholchol, Freire, Nueva Imperial, Pitrufquén, Saavedra, Teodoro Schmidt, Cunco, Curarrehue, Gorbea, Loncoche, Pucón, Toltén y Villarrica.

El número de consejeros regionales a elegir por circunscripción provincial fue determinado por el Servicio Electoral de Chile el 27 de marzo de 2024.

## Listas y primarias
El 8 de abril de 2024 el Partido Social Cristiano inscribió en el Servel un pacto electoral junto con independientes. Al día siguiente fue inscrito el pacto Chile Vamos (conformado por RN, la UDI y Evópoli) que contempla la realización de primarias de gobernadores regionales y alcaldes, mientras que para el caso de las elecciones de consejeros regionales, Chile Vamos inscribió tres listas, una para cada partido integrante más independientes.
Para el caso de las primarias de gobernadores regionales, estas se realizaron solo por Chile Vamos en 2 regiones (Coquimbo y Aysén), presentando un total de 6 candidatos.
Los resultados de las elecciones primarias fueron los siguientes:
| Partido                    | Partido                       | Votos  | %      | Candidatos | Nominados |
| -------------------------- | ----------------------------- | ------ | ------ | ---------- | --------- |
| A. Chile Vamos             | A. Chile Vamos                | 28 503 | 100%   | 6          | 2         |
|                            | Unión Demócrata Independiente | 9749   | 34,20% | 2          | 1         |
|                            | Independientes                | 9704   | 34,05% | 2          | 1         |
|                            | Renovación Nacional           | 9050   | 31,75% | 2          | 0         |
| Votos válidamente emitidos | Votos válidamente emitidos    | 28 503 | 86,54% |            |           |
| Votos nulos                | Votos nulos                   | 2558   | 7,77%  |            |           |
| Votos en blanco            | Votos en blanco               | 1876   | 5,70%  |            |           |
| Total de votos emitidos    | Total de votos emitidos       | 32 937 | 100%   |            |           |

### Pactos inscritos
| Pacto                                        | Pacto                                               | Partido                              |
| Gobernadores                                 | Consejeros regionales                               | Partido                              |
| -------------------------------------------- | --------------------------------------------------- | ------------------------------------ |
| B. Izquierda Ecologista Popular              | B. Izquierda Ecologista Popular                     | Partido Igualdad                     |
| B. Izquierda Ecologista Popular              | B. Izquierda Ecologista Popular                     | Partido Humanista de Chile           |
| B. Izquierda Ecologista Popular              | B. Izquierda Ecologista Popular                     | Partido Popular                      |
| D. Demócratas e Independientes               | R. Centro Democrático                               | Demócratas                           |
| J. Amarillos e Independientes                | R. Centro Democrático                               | Amarillos por Chile                  |
| F. Partido Social Cristiano e Independientes | F. Partido Social Cristiano e Independientes        | Partido Social Cristiano             |
| L. Tu Región Radical                         | L. Tu Región Radical                                | Partido Radical de Chile             |
| M. Regiones Verdes Liberales                 | M. Regiones Verdes Liberales                        | Federación Regionalista Verde Social |
| M. Regiones Verdes Liberales                 | M. Regiones Verdes Liberales                        | Partido Liberal de Chile             |
| O. Por Chile y sus Regiones                  | C. Todas y Todos por Chile                          | Partido Comunista de Chile           |
| O. Por Chile y sus Regiones                  | C. Todas y Todos por Chile                          | Acción Humanista                     |
| O. Por Chile y sus Regiones                  | N. Lo Mejor para Chile                              | Partido Socialista de Chile          |
| O. Por Chile y sus Regiones                  | N. Lo Mejor para Chile                              | Partido por la Democracia            |
| O. Por Chile y sus Regiones                  | S. Frente Amplio                                    | Frente Amplio                        |
| P. Partido de la Gente e Independientes      | P. Partido de la Gente e Independientes             | Partido de la Gente                  |
| Q. Por un Chile Mejor                        | Q. Por un Chile Mejor                               | Partido Demócrata Cristiano          |
| X. Ecologistas, Animalistas e Independientes | X. Ecologistas, Animalistas e Independientes        | Partido Alianza Verde Popular        |
| Y. Republicanos e Independientes             | Y. Republicanos e Independientes                    | Partido Republicano de Chile         |
| Z. Chile Vamos                               | I. Chile Vamos Renovación Nacional - Independientes | Renovación Nacional                  |
| Z. Chile Vamos                               | V. Chile Vamos UDI - Independientes                 | Unión Demócrata Independiente        |
| Z. Chile Vamos                               | W. Chile Vamos Evópoli - Independientes             | Evolución Política                   |

## Candidaturas
Las candidaturas para gobernadores regionales inscritas al 29 de julio de 2024 son las siguientes (en cursiva los gobernadores que van a la reelección):
| Lista | Lista | Lista  | Arica y Parinacota    | Tarapacá                    | Antofagasta            | Atacama               | Coquimbo                  | Valparaíso                | Metropolitana              | O'Higgins              |
| ----- | ----- | ------ | --------------------- | --------------------------- | ---------------------- | --------------------- | ------------------------- | ------------------------- | -------------------------- | ---------------------- |
|       | B     | IEP    | Juan Tancara (PH)     | Marco Quevedo (POP)         |                        | Inti Salamanca (POP)  |                           | Octavio González (Ind.)   | Catalina Valenzuela (PH)   |                        |
|       | D     | DEM    |                       |                             |                        |                       | Francisco Martínez (DEM)  |                           |                            |                        |
|       | F     | PSC    | Fidel Arenas (Ind.)   | Cristian Cabezas (PSC)      | Carolina Moscoso (PSC) | Gonzalo Tamblay (PSC) | Tatiana Castillo (PSC)    | Manuel Millones (Ind.)    | Rodrigo Logan (Ind.)       | Patricio Arenas (PSC)  |
|       | J     | AxCh   |                       |                             |                        |                       | Carlos Ruiz (Ind.)        |                           |                            |                        |
|       | L     | TRR    |                       |                             | Marcela Hernando (PR)  |                       |                           |                           |                            | Mario Gálvez (Ind.)    |
|       | M     | RVL    |                       |                             |                        |                       |                           | Felipe Ríos (Ind.)        | Nathalie Joignant (FREVS)  |                        |
|       | O     | PChysR | Carlos Yévenes (PC)   | José Miguel Carvajal (Ind.) | Ricardo Díaz (Ind.)    | Miguel Vargas (Ind.)  | Javier Vega (PCCh)        | Rodrigo Mundaca (Ind.)    |                            | Pablo Silva (PS)       |
|       | P     | PDG    | Bernardo Olivos (PDG) | Patricio Quisbert (PDG)     | Paola Debia (PDG)      | Alex Farías (PDG)     | Rodrigo Orrego (PDG)      |                           | Claudio Rojas (PDG)        | Carol Aros (PDG)       |
|       | Q     | PuChM  | Jorge Díaz (PDC)      |                             |                        |                       | Wladimir Pleticosic (PDC) |                           |                            |                        |
|       | X     | EA     |                       |                             |                        |                       |                           |                           | Carlos Pichuante (PAVP)    | Carlos Zamora (PAVP)   |
|       | Y     | PRep   | Karla Kepec (PRCh)    | Jorge Muñoz (PRCh)          | Carlo Arqueros (PRCh)  | José Urcullu (PRCh)   | Andrés Guerra (PRCh)      | Francesco Venezian (Ind.) | Macarena Santelices (Ind.) | Fernando Ugarte (PRCh) |
|       | Z     | ChV    | Diego Paco (RN)       | Natan Olivos (UDI)          | Carlos Cantero (Ind.)  | Nicolás Noman (UDI)   | Cristóbal Juliá (Ind.)    | María José Hoffman (UDI)  | Francisco Orrego (RN)      | Rebeca Cofré (Ind.)    |
|       |       | Ind.   |                       |                             | Alejandro Álamos       | Carlo Pezo            | Pablo Herman              |                           | Claudio Orrego             |                        |
|       |       | Ind.   | Fabián Ossandón       |                             |                        |                       |                           |                           |                            |                        |

| Lista | Lista | Lista  | Maule                         | Ñuble                     | Biobío                   | Araucanía            | Los Ríos               | Los Lagos              | Aysén                 | Magallanes                |
| ----- | ----- | ------ | ----------------------------- | ------------------------- | ------------------------ | -------------------- | ---------------------- | ---------------------- | --------------------- | ------------------------- |
|       | B     | IEP    |                               |                           | Javier Sandoval (PI)     |                      |                        |                        |                       |                           |
|       | D     | DEM    |                               |                           | Ana Araneda (Ind.)       |                      |                        |                        |                       |                           |
|       | F     | PSC    | Fernanda Aguirre (PSC)        | Erick Jiménez (PSC)       | Luciano Silva (PSC)      | César Vargas (Ind.)  | Tamar Muñoz (PSC)      | Natacha Rivas (PSC)    | Liset Quildorán (PSC) | Ramón Vargas (Ind.)       |
|       | J     | AxCh   |                               | Cristian Quildorán (Ind.) |                          |                      |                        |                        |                       |                           |
|       | L     | TRR    |                               |                           |                          |                      |                        |                        |                       | Jorge Flies (Ind.)        |
|       | M     | RVL    |                               |                           | Alejandro Navarro (Ind.) |                      |                        | Claudio Pérez (Ind.)   |                       |                           |
|       | O     | PChysR |                               | Óscar Crisóstomo (PS)     |                          | Luis Penchuleo (FA)  | Luis Cuvertino (PS)    | Patricia Rada (FA)     | Andrea Macías (PS)    |                           |
|       | P     | PDG    |                               |                           | Mirtha Encina (PDG)      | Pablo Díaz (PDG)     |                        |                        |                       |                           |
|       | Q     | PuChM  | Cristina Bravo Castro (PDC)   |                           |                          |                      |                        |                        |                       |                           |
|       | X     | EA     | Gabriel Rojas (Ind.)          | Juan Manuel Rivas (PAVP)  |                          |                      |                        |                        |                       |                           |
|       | Y     | PRep   | Juan Eduardo Prieto (Ind.)    | Jorge Luis Sánchez (PRCh) | Fernando Peña (PRCh)     |                      | Carolina Zúñiga (PRCh) | Claudia Reyes (PRCh)   |                       | Alejandro Riquelme (PRCh) |
|       | Z     | ChV    | Pedro Álvarez-Salamanca (UDI) | Benjamín Maureira (UDI)   | Sergio Giacaman (Ind.)   | Luciano Rivas (Ind.) | Omar Sabat (UDI)       | Alejandro Santana (RN) | Marcelo Santana (UDI) | Daniela Arecheta (EVOP)   |
|       |       | Ind.   |                               | Ignacio Marín             |                          | Jorge Retamal        |                        |                        | Jorge Abello          | José Barría               |
|       |       | Ind.   | René Saffirio                 |                           |                          |                      |                        |                        |                       |                           |

     Candidatura ganadora en primera vuelta.
     Candidatura ganadora en segunda vuelta.
     Candidatura que avanzó a segunda vuelta, pero perdió.

## Resultados

### Gobernadores regionales
Los resultados de las elecciones de gobernadores regionales fueron:
| Región             | Gobernador/a saliente | Gobernador/a saliente         | Gobernador/a saliente |        | Gobernador electo               | Gobernador electo | Gobernador electo |
| Región             | Nombre                | Nombre                        | Partido               | Nombre | Nombre                          | Partido           |                   |
| ------------------ | --------------------- | ----------------------------- | --------------------- | ------ | ------------------------------- | ----------------- | ----------------- |
| Arica y Parinacota |                       | Romina Cifuentes González     | PLR                   |        | Diego Paco Mamani               | RN                |                   |
| Tarapacá           |                       | José Miguel Carvajal Gallardo | Ind.                  |        | José Miguel Carvajal Gallardo   | Ind.              |                   |
| Antofagasta        |                       | Ricardo Díaz Cortés           | Ind.                  |        | Ricardo Díaz Cortés             | Ind.              |                   |
| Atacama            |                       | Miguel Vargas Correa          | Ind.                  |        | Miguel Vargas Correa            | Ind.              |                   |
| Coquimbo           |                       | Darwin Ibacache Olivares      | PDC                   |        | Cristóbal Juliá de la Vega      | Ind.              |                   |
| Valparaíso         |                       | Rodrigo Mundaca Cabrera       | Ind.                  |        | Rodrigo Mundaca Cabrera         | Ind.              |                   |
| Metropolitana      |                       | Claudio Orrego Larraín        | Ind.                  |        | Claudio Orrego Larraín          | Ind.              |                   |
| O'Higgins          |                       | Pablo Silva Amaya             | PS                    |        | Pablo Silva Amaya               | PS                |                   |
| Maule              |                       | Cristina Bravo Castro         | PDC                   |        | Pedro Álvarez-Salamanca Ramírez | UDI               |                   |
| Ñuble              |                       | Óscar Crisóstomo Llanos       | PS                    |        | Óscar Crisóstomo Llanos         | PS                |                   |
| Biobío             |                       | Rodrigo Díaz Worner           | Ind.                  |        | Sergio Giacaman García          | Ind.              |                   |
| Araucanía          |                       | Luciano Rivas Stepke          | Ind.                  |        | René Saffirio Espinoza          | Ind.              |                   |
| Los Ríos           |                       | Luis Cuvertino Gómez          | PS                    |        | Luis Cuvertino Gómez            | PS                |                   |
| Los Lagos          |                       | Patricio Vallespín López      | PDC                   |        | Alejandro Santana Tirachini     | RN                |                   |
| Aysén              |                       | Omar Muñoz Sierra             | UDI                   |        | Marcelo Santana Vargas          | UDI               |                   |
| Magallanes         |                       | Jorge Flies Añón              | Ind.                  |        | Jorge Flies Añón                | Ind.              |                   |

1. ↑  Cifuentes fue elegida como gobernadora regional titular por el Consejo Regional de Arica y Parinacota tras la renuncia de Jorge Díaz (PDC).
2. ↑  Ibacache fue elegido como gobernador regional titular por el Consejo Regional de Coquimbo tras la destitución de Krist Naranjo (Ind.).
3. ↑  Muñoz fue elegido como gobernador regional titular por el Consejo Regional de Aysén tras la renuncia de Andrea Macías (PS).

### Consejeros regionales
Los resultados de las elecciones de consejeros regionales, detallados por partido político y pacto fueron los siguientes:
|  | 14.34 % |

|  | 1.36 % |

|  | 15.70 % |

|  | 10.26 % |

|  | 3.39 % |

|  | 13.65 % |

|  | 5.17 % |

|  | 1.20 % |

|  | 2.64 % |

|  | 1.47 % |

|  | 10.48 % |

|  | 6.86 % |

|  | 3.33 % |

|  | 10.19 % |

|  | 7.10 % |

|  | 1.52 % |

|  | 8.62 % |

|  | 5.49 % |

|  | 1.05 % |

|  | 0.60 % |

|  | 0.24 % |

|  | 7.93 % |

|  | 5.49 % |

|  | 1.61 % |

|  | 7.10 % |

|  | 1.63 % |

|  | 0.55 % |

|  | 2.08 % |

|  | 4.26 % |

|  | 1.95 % |

|  | 1.86 % |

|  | 3.81 % |

|  | 3.45 % |

|  | 0.34 % |

|  | 3.79 % |

|  | 1.39 % |

|  | 1.84 % |

|  | 3.23 % |

|  | 1.32 % |

|  | 1.23 % |

|  | 0.22 % |

|  | 0.35 % |

|  | 3.11 % |

|  | 1.74 % |

|  | 1.35 % |

|  | 3.09 % |

|  | 1.59 % |

|  | 0.54 % |

|  | 2.13 % |

|  | 0.56 % |

|  | 0.29 % |

|  | 0.17 % |

|  | 1.61 % |

|  | 2.63 % |

|  | 0.37 % |

|  | 74.23 % |

|  | 11.24 % |

|  | 14.54 % |

|  | 84.86 % |

## Elecciones por región
- Región de Arica y Parinacota
- Región de Tarapacá
- Región de Antofagasta
- Región de Atacama
- Región de Coquimbo
- Región de Valparaíso
- Región Metropolitana de Santiago
- Región de O'Higgins
- Región del Maule
- Región de Ñuble
- Región del Biobío
- Región de la Araucanía
- Región de Los Ríos
- Región de Los Lagos
- Región de Aysén
- Región de Magallanes